# Илмен
Ѝлмен (на руски: Ильмень) е езеро в Европейската част на Русия, Новгородска област. С площ от 982 km² е най-голямото езеро в Новгородска област и 13-о по големина в Русия.

## Географска характеристика

### Географски показатели
Езерото Илмен е разположено в средата на Приилменската низина в северозападната част на Източноевропейската равнина, в централната част на Новгородска област, на 18 m н.в.
Езерото има триъгълна форма с дължина от запад на изток 45 km и ширина от север на юг 35 km. То принадлежи към басейна на Балтийско море и е едно от Великите европейски езера. Езерото се отнася към групата езера формирали се след оттеглянето на ледниковия щит покриващ Северна Европа. Древното езеро е имало 10 пъти по-големи размери и дълбочина до 30 m. По-късно езерната котловина била запълнена до 90% с речни отлагания и съвременното езеро Илмен и неговия отток в Ладожкото езеро чрез река Волхов на север се осъществява преди около 6 хил. години.
Сега Илмен е плитко езеро с плоско дъно, покрито с 9 – 10 метров слой тиня. Размерите и формата на езерото силно се изменят през годината и през отделните години в условията на плоската низина. Площта на езерото се изменя от 770 km2 при ниво от 16,5 m и максимална дълбочина 3 m до 2100 km2 при ниво от 23,4 m и дълбочина до 10 m. Обемът на езерото се колебае от 1,5 до 3,5 km3. Бреговете му са предимно ниски и заблатени. В устията на вливащите се в него реки се образуват делти с множество пясъчни острови и протоци между тях. Северозападния бряг е малко по-висок.

### Водосборен басейн
Водосборният басейн на езерото Илмен е 67 200 km2 и се простира на териториите на Новгородска, Псковска и Тверска област в Русия и Витебска област в Беларус. В езерото се вливат около 50 реки, най-големи от които са: Ловат (530 km, 21 900 km2), Мста (445 km, 22 300 km2), Пола (268 km, 7420 km2) и Шелон (248 km, 9570 km2).
Границите на водосборния басейн на езерото Илмен са следните:
- на север – водосборните басейни на малки леви и десни притоци на река Волхов, вливаща се в Ладожкото езеро;
- на изток и югоизток – водосборни басейн на река Волга, вливаща се в Каспийско море;
- на юг – водосборния басейн на река Западна Двина, вливаща се в Балтийско море;
- на запад – водосборните басейни на реките Нарва и Луга, вливащи се в Балтийско море.

### Хидроложки показатели
Основното подхранване на езерото се осъществява за сметка на речните притоци с ясно изразено пролетно пълноводие и лятно маловодия (96%), а 4% са атмосферните валежи. Колебанията на водното ниво достигат до 7,4 m (минимум през март и септември и максимум през май). Обмена на водата в езерото продължава около година.
Езерото замръзва в края на ноември, а се размразява в средата на април. Поради това, че езерото е плитко водата в него през лятото бързо се нагрява и температурата на водата е почти еднаква на различна дълбочина. През есента водата бързо изстива и през зимата на дъното температурата на водата е с около 3 °C по-топла от тази на повърхността поради дебелия слой тиня покриващ дъното.

## Стопанско значение, населени места
Водите на езерото са силно замърсени с органични вещества и повишено съдържание на желязо, мед и манган. От 2010 г. се наблюдава снижаване на нивото на замърсеност с нефтопродукти.
Големи населени места по бреговете на езерото няма. На източните му блатисти брегове няма населени места, а на западния и югозападния бряг са разположени селата Илмен, Коростин и Борисово. На река Волхов, на 6 km на север от езерото се намира град Новгород.

## Топографски карти
- Лист от карта O-36-XIII Сольцы. Мащаб: 1 : 200 000. Състояние на местността към 1981-1988 год. Издание 1992 г.
- Лист от карта O-36-XIV Новгород. Мащаб: 1 : 200 000. Състояние на местността към 1966-1983 год. Издание 1987 г.